# Yohandry Orozco
Yohandry José Orozco Cujía (ur. 19 marca 1991 w Maracaibo) – wenezuelski piłkarz występujący na pozycji pomocnika. Zawodnik klubu VfL Wolfsburg.

## Kariera klubowa
Orozco zawodową karierę rozpoczynał w 2007 roku w klubie UA Maracaibo z Primera División Venezolana. W sezonie 2007/2008 rozegrał 15 spotkań i zdobył 1 bramkę. Z zespołem zajął natomiast 3. miejsce w fazie Apertura i 6. w Clausura. Z kolei w następnym sezonie w lidze zagrał 8 razy i strzelił 1 gola, a klubem zajął 13. pozycją w fazie Apertura i 16. w fazie Clausura. Z powodu problemów finansowych klubu, Orozco został z nim zdegradowany do Segunda División Venezolana. Wówczas odszedł z drużyny.
Latem 2009 roku został graczem ekipy Zulia FC z Primera División Venezolana. W sezonie 2009/2010 rozegrał tam 26 spotkań i zdobył 3 bramki, a z klubem zajął 8. miejsce w Apertura oraz 5. w Clausura. Zulii spędził 1,5 roku.
W styczniu 2011 roku Orozco podpisał kontrakt z niemieckim VfL Wolfsburg.

## Kariera reprezentacyjna
W 2009 roku Orozco wraz z kadrą Wenezueli U-20 uczestniczył w Mistrzostwach Świata U-20. Zagrał na nich w 3 meczach swojej drużyny, która odpadła z turnieju w 1/8 finału.
W pierwszej reprezentacji Wenezueli Orozco zadebiutował 4 marca 2010 roku w przegranym 1:2 towarzyskim pojedynku z Panamą.
W 2011 roku wraz z drużyną Wenezueli U-20 wziął udział w Campeonato Sudamericano, które jego ekipa zakończyła na fazie grupowej.